# Gaibiel
Gaibiel – gmina w Hiszpanii, w prowincji Castellón, we wspólnocie autonomicznej Walencja, o powierzchni 18,08 km². W 2011 roku liczyła 195 mieszkańców.